# Dolní Libochová
Dolní Libochová (in tedesco Unter Libochau) è un comune ceco situato nel distretto di Žďár nad Sázavou, nella regione di Vysočina.